# Simone Guillissen-Hoa

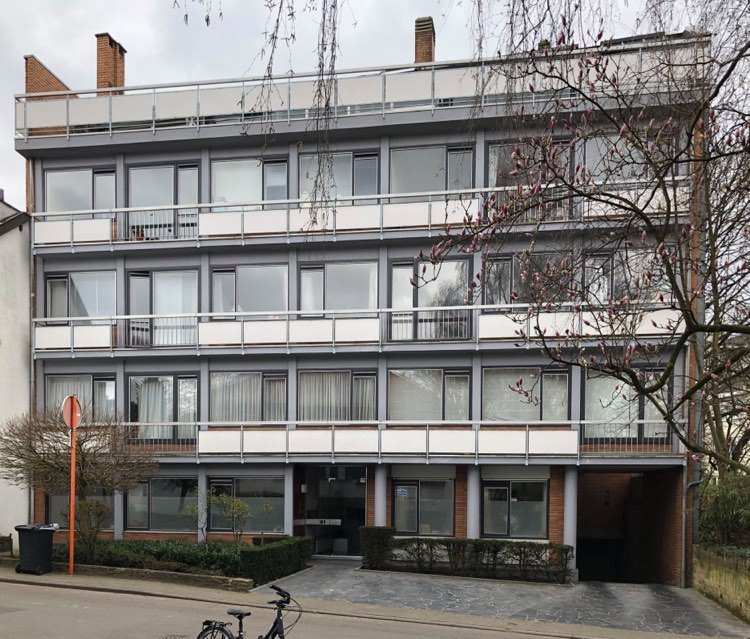
Bureau et atelier de Simone Guillissen-Hoa, rue Langeveld à Uccle

Simone Guillissen-Hoa (7 mars 1916 à Pékin - 30 mai 1996 à Bruxelles) est une architecte belge, une des premières femmes à pratiquer l'architecture dans le pays. Après la Seconde Guerre mondiale, elle participe à la rénovation de complexes résidentiels, concevant de nombreuses maisons et immeubles résidentiels modernistes. Elle est considérée comme une des architectes les plus talentueuses du deuxième courant moderniste de l'immédiat après-guerre en Belgique. On lui doit plus d’une cinquantaine de projets et réalisations. Malgré cela, elle est restée longtemps méconnue.

## Biographie
Simone Hoa est née à Pékin, son père est un ingénieur chinois et sa mère une écrivaine juive polonaise (auteure, entre autres, du roman Love and Duty (film de 1931) paru en 1924). Son frère, Léon Hoa étudie également l'architecture et pratique en France et en Chine,.  
Simone Hoa arrive à Paris à l'âge de douze ans et fréquente le lycée Duruy jusqu'en 1932, quand elle s'installe en Belgique. Après ses études à Bruxelles, au lycée Henriette Dachsbeck, elle intègre l'école de La Cambre pour y étudier l'architecture, avec Henry Van de Velde comme professeur, et y obtient son diplôme en 1938,. Elle est alors la quatrième femme diplômée de l'école dans cette branche, huit ans après Claire Henrotin. Peu après, elle commence un stage chez Charles Van Nueten, son enseignant à La Cambre, mais le termine à Zurich aux côtés d'Alfred Roth,,.
En 1937, elle épouse Jean Guillissen, un ingénieur belge, militant communiste comme elle. Ils s'engagent tous deux en faveur des républicains espagnols et partent en Espagne en 1937, dans le sous-secteur Casa de Campo, pour les soutenir.
Le couple se sépare avant la Seconde guerre mondiale mais elle continue à utiliser son nom. 
Jean Guillissen intègre l'Armée belge des partisans armés, il est fusillé en 1942. Simone Guillissen-Hoa, également résistante, est déportée pendant deux ans, d'abord au camp de concentration de Ravensbrück et plus tard au Kommando Agfa, un satellite du camp de concentration de Dachau,,,,.
Son fils Jean-Pierre Hoa naît en 1950.

## Carrière

### Pratique de l'architecture
Le travail architectural de Simone Guillissen-Hoa se distingue par un sens du détail et l'utilisation de l'asymétrie. Il est parfois qualifié de “modernisme ludique”. Elle est une des premières femmes architectes belges, une des premières à avoir remporté des concours publics et à participer à des projets d’architecture d’envergure,,. On lui doit plus d’une cinquantaine de réalisations, des villas comme des bâtiments publics. Son travail est pourtant longtemps mal connu « ... seules ses collaborations avec le célèbre architecte moderniste Jacques Dupuis apparaissent dans les recherches, alors qu’elle n’a travaillé avec lui que 4-5 ans. Et parfois même, son nom n’est même pas cité dans leurs travaux communs (Elisabeth Gérard) »,.
En 1947, elle reprend son activité, participant à des programmes de reconstruction. Elle reçoit, en son nom propre, une commande importante pour le centre sportif de Jambes qui n'est achevé qu'au début des années 1960.
En 1950, elle conçoit son premier immeuble à appartements, l'Immeuble Hou, avenue Bel-Air à Uccle, dans lequel elle aménage son propre appartement et ses bureaux. Cet immeuble reçoit les troisième et quatrième mentions au Prix Van de Ven en 1952.
De 1952 à 1956, elle travaille en partenariat avec Jacques Dupuis, avec lequel elle réalise, entre autres, la maison de vacances Jean Wittmann à Rhode-Saint-Genèse (démolie en 1992), la bijouterie Degreef à Bruxelles , au 25 rue au Beurre, partiellement classée en 2005 et la maison Steenhout à Uccle. En 1954, elle réalise  les ateliers et l'école des garçons  pour l'Institut pour aveugles et  amblyopes à Ghlin - en association avec Dupuis.
Elle réalise, en son nom propre, plusieurs projets résidentiels : un immeuble à appartements, avenue Legrand à Uccle, la maison Tenzer à Uccle, la maison Smissaert à Wezembeek-Oppem et la maison Watelet à Woluwe-Saint-Lambert.
En 1957, elle réalise l'un de ses projets résidentiels les plus importants pour le Marquis d'Assche à Woluwe-Saint-Pierre. Cette réalisation emblématique a été démolie.
En 1960, elle réalise pour M. et Mme Regniers la villa 'La Quinta' à La Roche-Tangissart (Court-Saint-Étienne), dans le Brabant wallon, actuellement fortement modifiée, et qui reçoit la première mention au Prix Van de Ven en 1963. Cette réalisation, selon Pierre Puttemans, marque le mieux sa liberté créatrice[réf. nécessaire].
À la même époque, elle réalise la maison Spedener à Uccle, les maisons groupées Posselt et Schuppisser à Kraainem et la maison Penasse à Linkebeek.
Au début des années 1960, Simone Guillissen-Hoa achète trois petits terrains à bâtir, rue Langeveld à Uccle, pour lesquels elle conçoit et fait construire un immeuble à appartements. Elle y aménage un double appartement qui abrite ses bureaux et son propre logement et qui a été conservé selon les dispositions d'origine. Son fils Jean-Pierre Hoa y vit depuis son décès en 1996,. La lumière est omniprésente et les nombreuses baies vitrées offrent des vues magnifiques. La brique peinte, le verre et la moquette dominent, dans une palette de blancs et de gris anthracite. Simone Guillissen-Hoa en conçoit également une partie de l'intérieur : la salle de bains, la cuisine, la table, le canapé d’angle près du feu ouvert et les dressoirs flottants et dessine certains détails : les grilles de ventilation du feu ouvert et les boîtes aux lettres.
Au début des années 1970, elle participe au développement de Louvain-la-Neuve en concevant une résidence étudiante. 
En 1971, elle réalise la Maison de la Culture à Tournai, en collaboration avec le bureau Winance-Pirson-Ginion. La construction souffre de nombreux retards et se termine en 1980. En raison de dépassements de budget importants, le projet d'aménagement végétal et les équipements sportifs ne sont pas réalisés. Le bâtiment présente une volumétrie dictée par ses fonctions intérieures et sa qualité architecturale est reconnue. Ce sera la dernière réalisation de Simone Guillissen-Hoa,. 
Pour ses habitations, Simone Guillissen-Hoa privilégie le plan ouvert, les larges baies vitrées qui laissent entrer la lumière et les matériaux naturels. Elle les conçoit en fonction du mode de vie des habitants et des particularités du terrain. 
Avec, entre autres, Roger Bastin, Jacques Dupuis, Willy Van Der Meeren , Jacques Wybauw et Jean-Pierre Blondel, Simone Guillissen-Hoa est considérée comme fondatrice du deuxième courant de l'architecture moderniste de l'immédiat après-guerre en Belgique "« qui s'inscrit dans une des étapes fondamentales de l'architecture belge : l'émergence d'une conception organique de la composition, liée à une inspiration formelle qui, malgré ses origines scandinaves, était fortement attachée au terroir .... Dans son œuvre trop rare, elle se signala surtout par d'admirables habitations où tout se succède, s'enchaine et se combine avec ce naturel qui est la marque d'une profonde maturité et d'une grande imagination , car rien de ce qu'elle construisit n'était conventionnel, tout était réinventé et placé dans l'espace comme se place un arbre dans un jardin. (Pierre Puttemans) » [réf. nécessaire]

### Autres activités professionnelles
En plus de ses réalisations personnelles, Simone Guillissen-Hoa travaille également comme Architecte conseil des Ministères de la Santé publique (1946-47) et de la Culture française (1967-68). Par la suite elle a été membre de la Société centrale d’architecture de Belgique (S.C.A.B) et de l'UfvAB - l'Union des femmes Architectes de Belgique, fondée en 1978 par l'architecte et militante Dita Roque-Gourary (1915-2010), également diplômée de La Cambre,.
Elle est également membre de plusieurs jurys : à l'école Saint-Luc de Liège, au concours interscolaire F.A.B et pour le concours Van de Ven en 1964, un an après en avoir obtenu la première mention,.
Elle réalisa également de nombreux dessins pour l’industrie textile et celle du verre.

## Réalisations
Simone Guillissen-Hoa est à l'origine d'un grand nombre de maisons et bâtiments divers, principalement en Belgique et à Bruxelles et construites entre 1942 et 1980. Ses réalisations les plus publiées datent de son association avec Jacques Dupuis mais son œuvre s'étend bien au-delà de ces 4 années. La liste ci-dessous reprend le bâti neuf mais elle a également contribué à des rénovations et transformations de projets existants .
- 1942 : Monument funéraire de Voghel à Halle
- 1947 : Villa Faniel , 92 avenue Lancaster à Uccle
- 1947 :Centre sportif de Jambes - Parc de sports et tribunes de balle pelote
- 1949 : Double maison Hou , 22 avenue Bel-Air à Uccle - inventaire du patrimoine architectural en Région Bruxelles Capitale [23]
- 1950 : Immeuble à appartements Hou , 6 avenue Bel-Air à Uccle - inventaire du patrimoine architectural en Région Bruxelles Capitale [24]
- 1950 : Maison Jeunehomme , 77 avenue des Chênes à Uccle - inventaire du patrimoine architectural en Région Bruxelles Capitale
- 1950 : Villa Gobbe-Coelembier, 57 avenue Alphonse XIII à Uccle
- 1952 : Transformation d'une maison avec atelier de sculpture pour Josine Souweine, 70 avenue Kamerdelle à Uccle
- 1954 : Villa Vindal, 282 chaussée de Malines à Wezembeek - Inventaire du patrimoine architectural en Région Flamande
- 1954 : Tribunes du centre sportif de Jambes
- 1955 : Immeuble à appartements Becquevort , 88 avenue Legrand à Uccle
- 1955 : Maison Tenzer, 69 rue General  Lotz à Uccle - Inventaire du patrimoine architectural en Région Bruxelles Capitale[25]
- 1955 : Villa Smissaert, 13 avenue des Pavots à Kraainem
- 1956 : Maison Watelet, 95 rue Tomberg à Woluwe-Saint-Lambert - Inventaire du patrimoine architectural en Région Bruxelles Capitale [26]
- 1957 : Résidence  Marquis d'Assche, 35 avenue des Lauriers à Woluwe-Saint-Pierre (démolie)
- 1960 : Villa Regniers "La Quinta" , 91 avenue des Cerisiers à Baisy-Thy - La Roche Tangissart (Court Saint Étienne)
- 1960 : Maison Spedener , 7 rue Marie Depage à Uccle - Inventaire du patrimoine architectural en Région Bruxelles Capitale [27]
- 1960 : Groupe de 2 maisons Posselt - Schuppisser, 120 route Gouvernementale à Kraainem
- 1961 : Villa Penasse , 80 drève de la Fauvette à Linkebeek - Inventaire du patrimoine architectural en Région Flamande
- 1963 : Immeuble à appartements , 21 rue Langeveld à Uccle - classé en 2024
- 1968 : Villa Janlet , 9 Velasquezlaan à Den Haan-aan-zee
- 1968:  Maison Spilliaert , 20 avenue Bel Œil à Uccle - Inventaire du patrimoine architectural en Région Bruxelles Capitale[28]
- 1971 : Groupe de 2 bâtiments de logements étudiants à Louvain-la-Neuve
- 1980 : Maison  de la Culture de Tournai (en association avec Winance, Ginion et Pirson)

### En association  avecJacques Dupuis
- 1952 : Villa Wittmann (aujourd'hui  démolie), 29 avenue des Genêts à Rhode-Saint-Genèse [14]
- 1953 : Cité pour vieux travailleurs, Rue Leburton  à Quaregnon[14]
- 1953 : Bijouterie De Greef, 24-26 rue au Beurre à Bruxelles - classée en 2005 [29]
- 1953 : Maison Steenhout, 57 avenue Napoléon à Uccle - classée  en 2011[30]
- 1954 : Maison Durieu, 26 rue de la Fraicheur à Molenbeek - classée en 2009
- 1954 : École gardienne, Place Calmette à Frameries[31]
- 1954 : Centre pour aveugles et amblyopes, 115 Route de Mons  à Ghlin - Ateliers et École des garçons

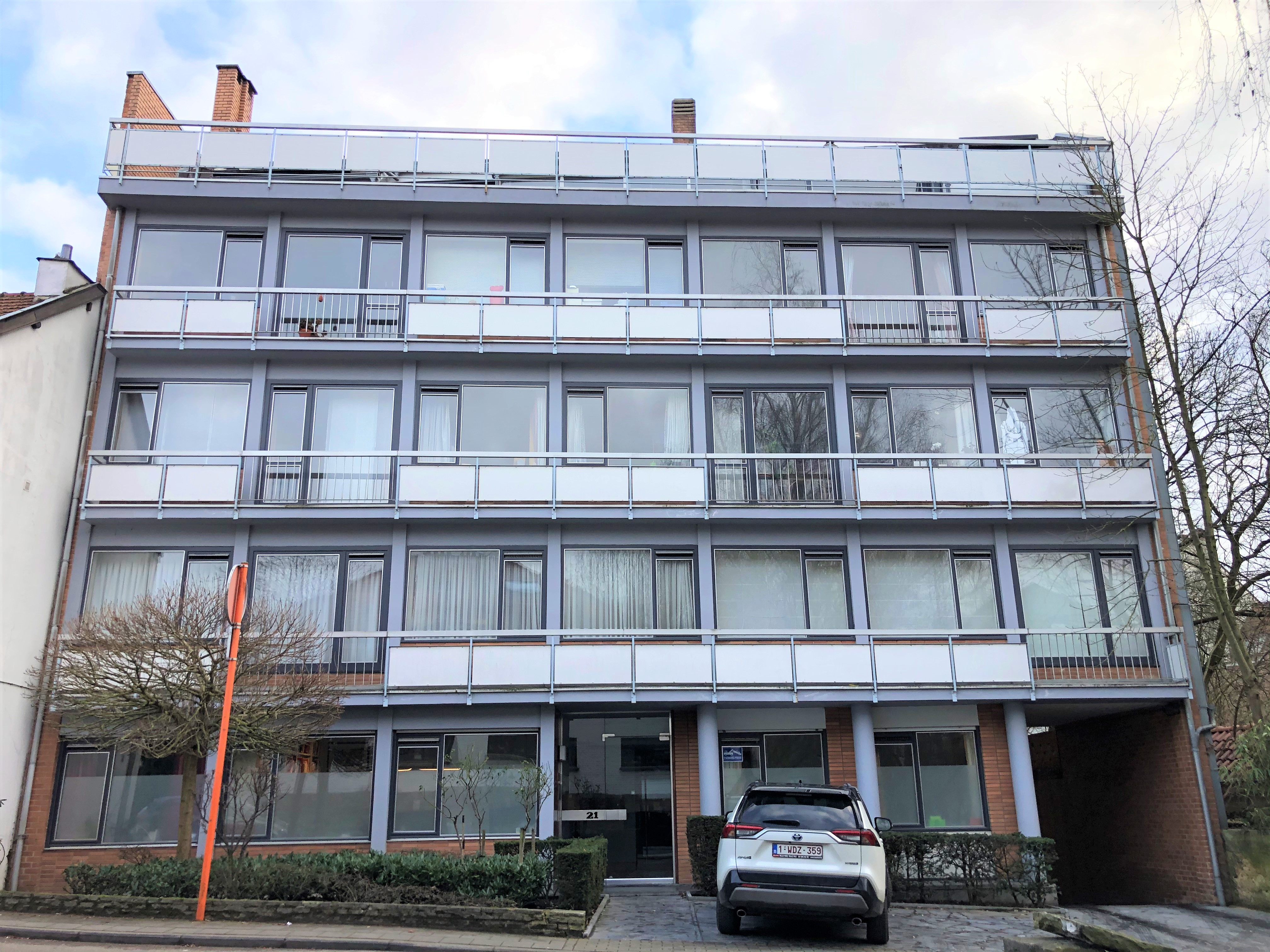
Simone Guillissen-Hoa, Rue Langeveld 21, Uccle, Brussel
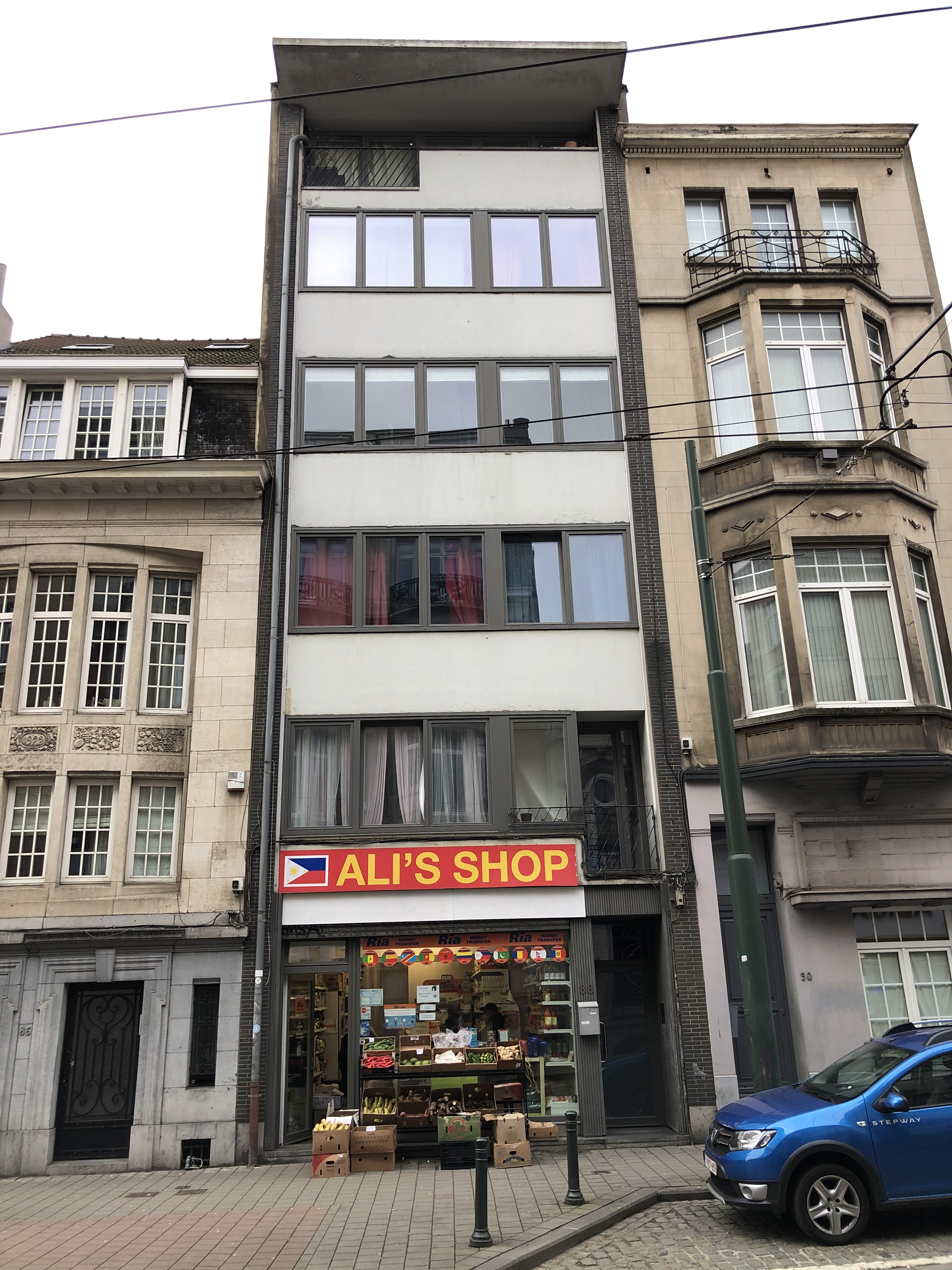
Simone Guillissen-Hoa, Avenue Legrand 88, Uccle, Brussel
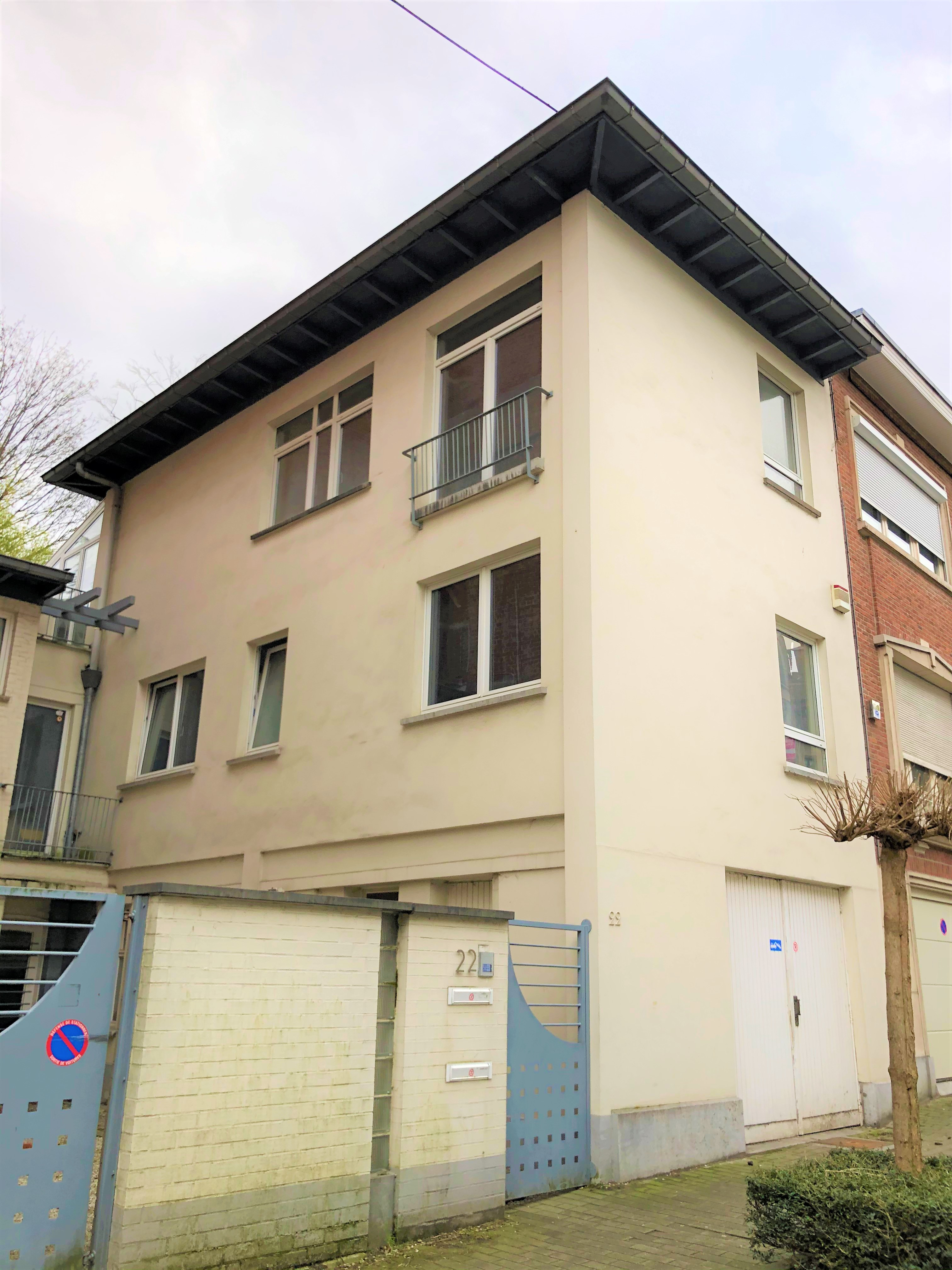
Simone Guillissen-Hoa, Avenue Bel-Air 22, Uccle, Brussel
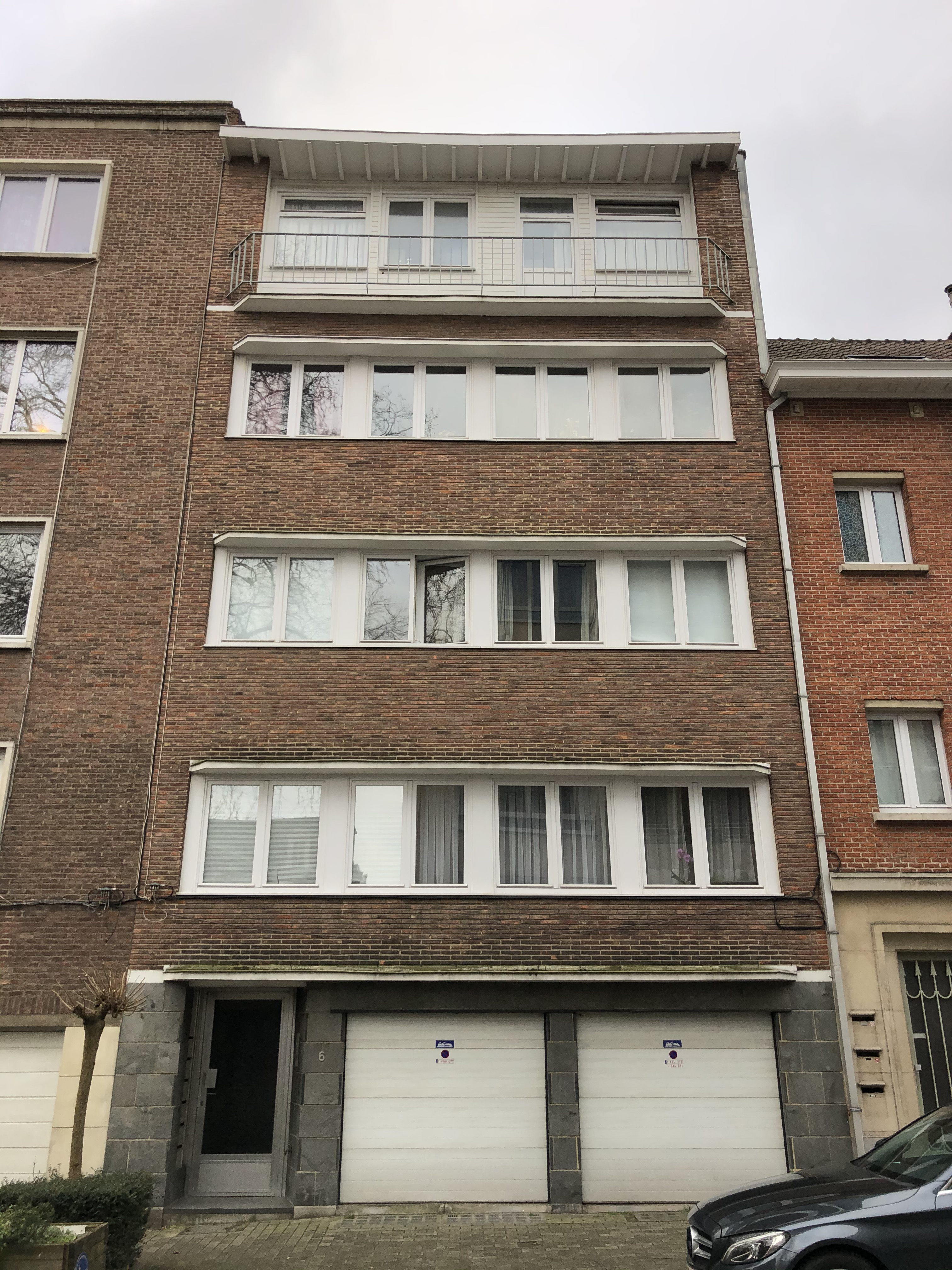
Simone Guillissen-Hoa, Avenue Bel-Air 6, Uccle, Brussel
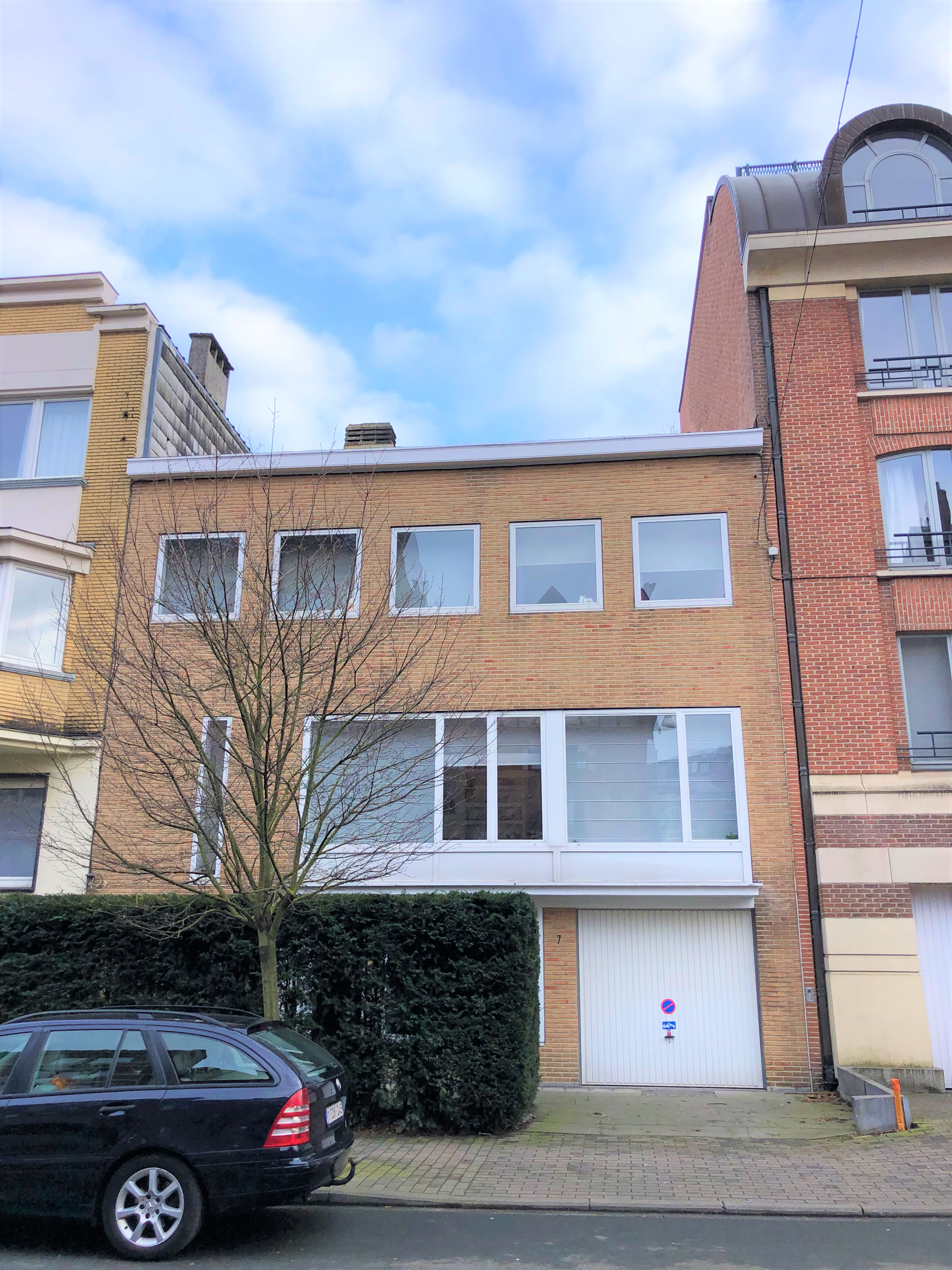
Simone Guillissen-Hoa, Maison Spedener, Rue Marie Depage 7, Uccle, Brussel
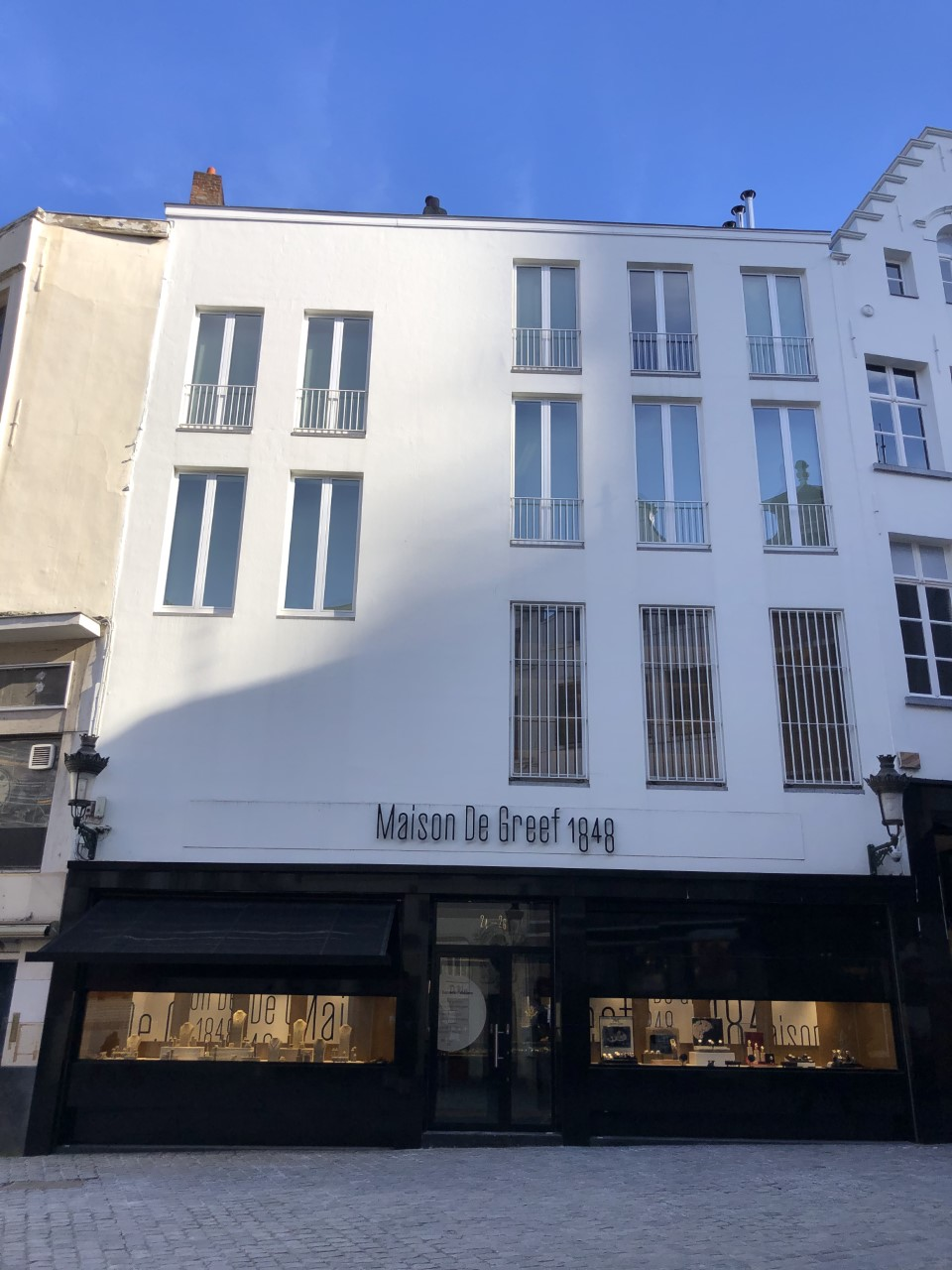
Simone Guillissen-Hoa, Bijouterie De Greef, Rue au Beurre 24-28, Brussel
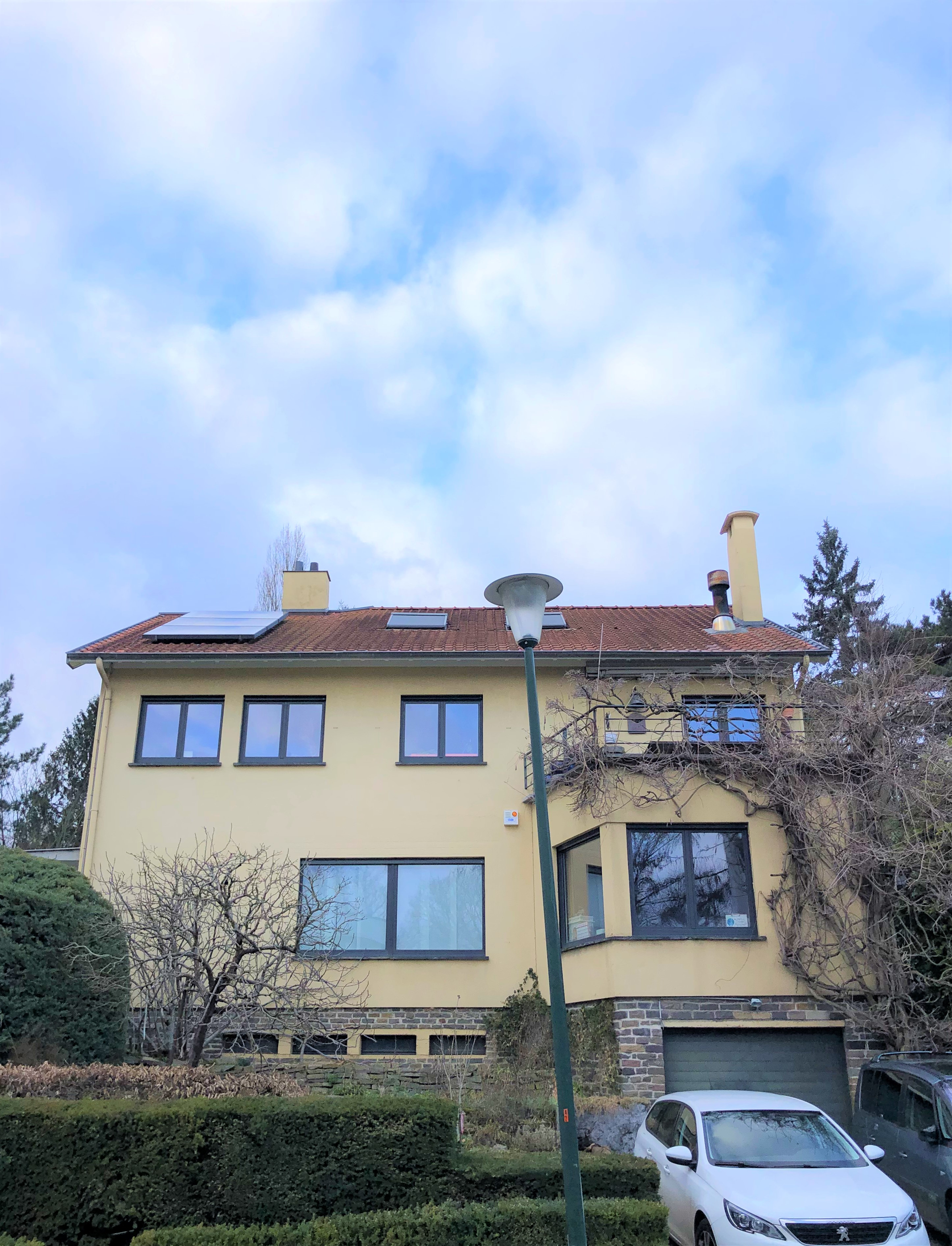
Simone Guillissen-Hoa, Maison Faniel, Avenue Lancaster 91, Uccle, Brussel
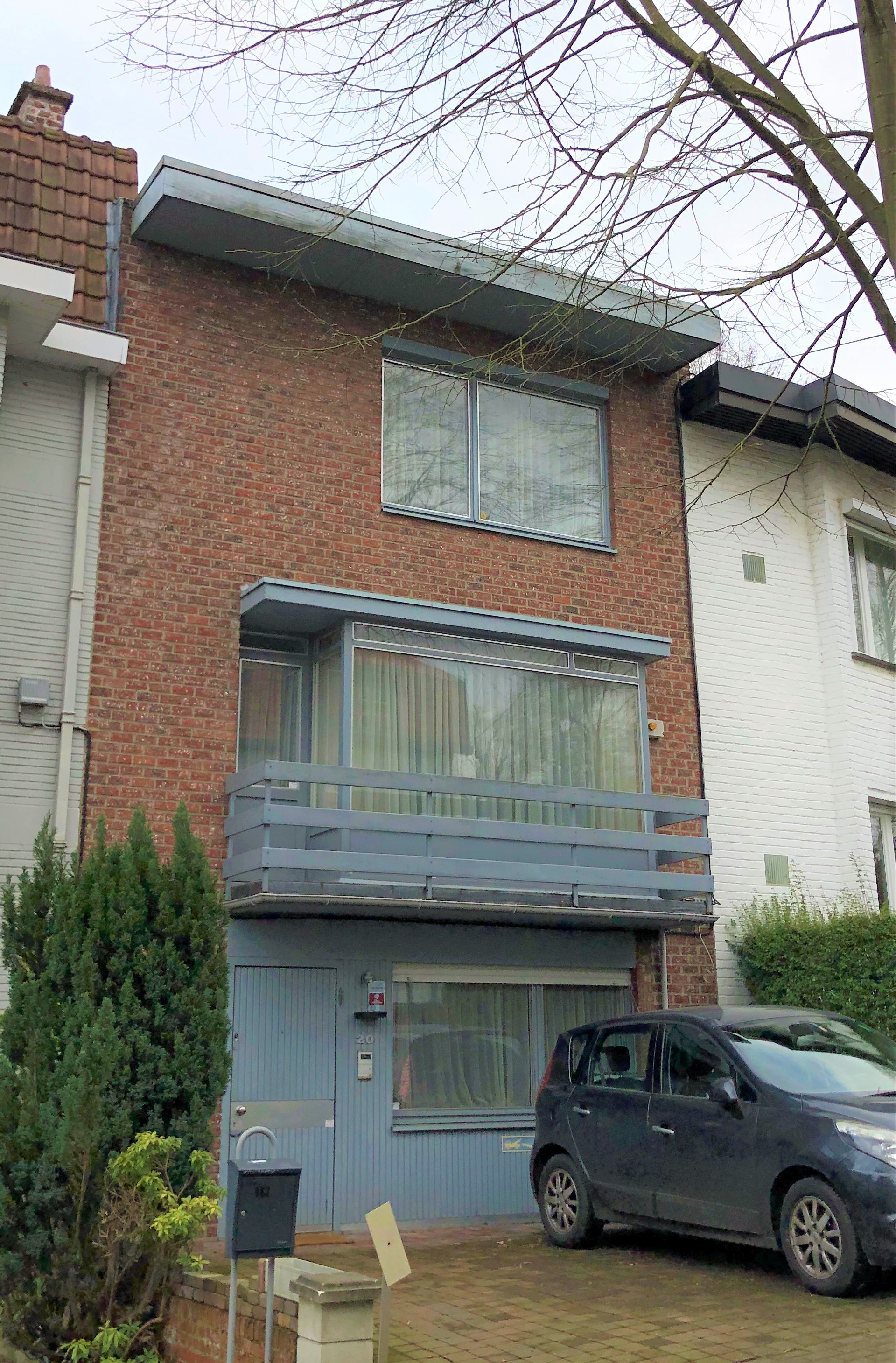
Simone Guillissen-Hoa, Maison Spilliaert, Avenue Bel Œil 20, Uccle, Brussel
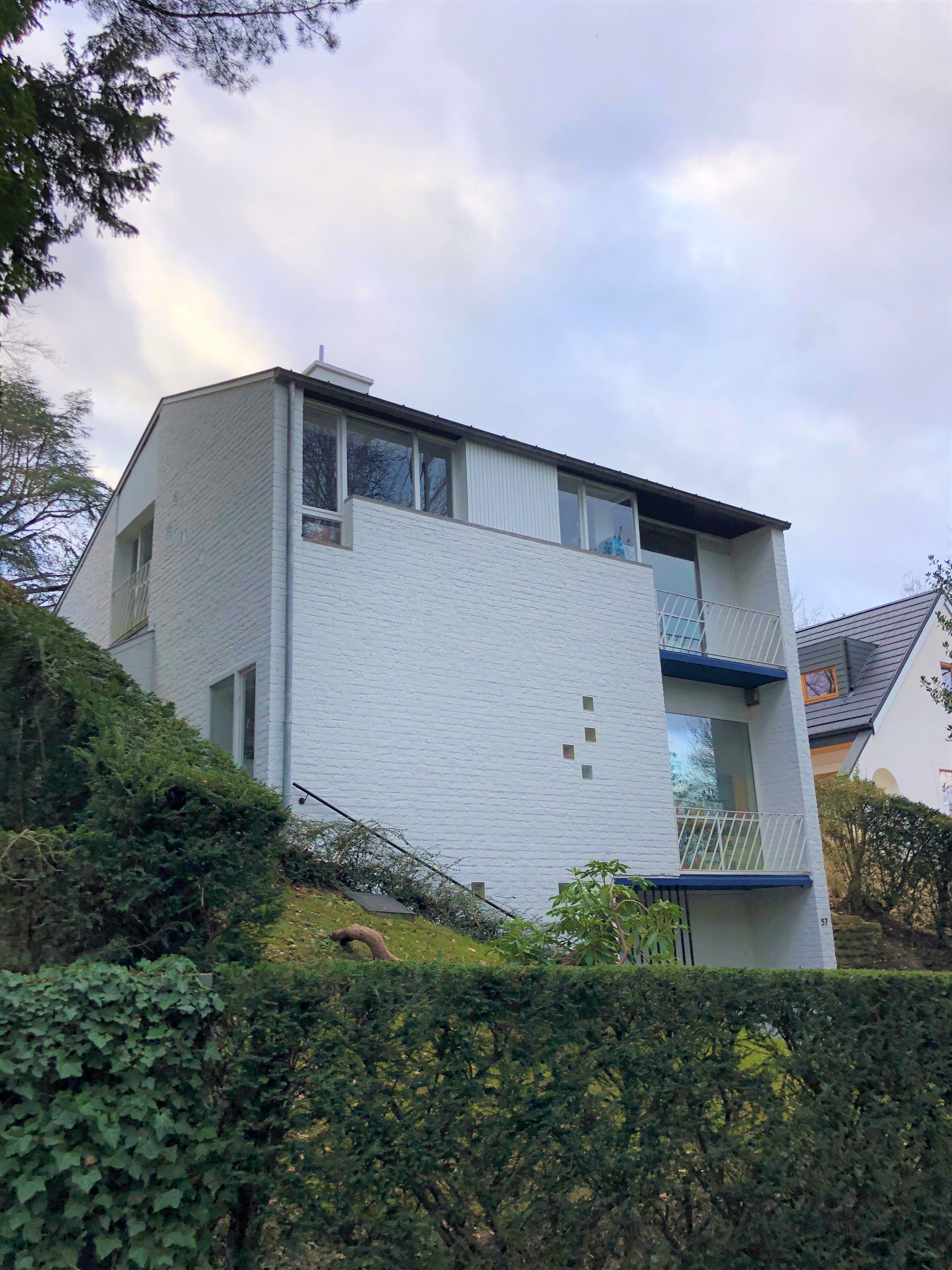
Simone Guillissen-Hoa, Maison Steenhout, Avenue Napoléon 57, Uccle, Brussel
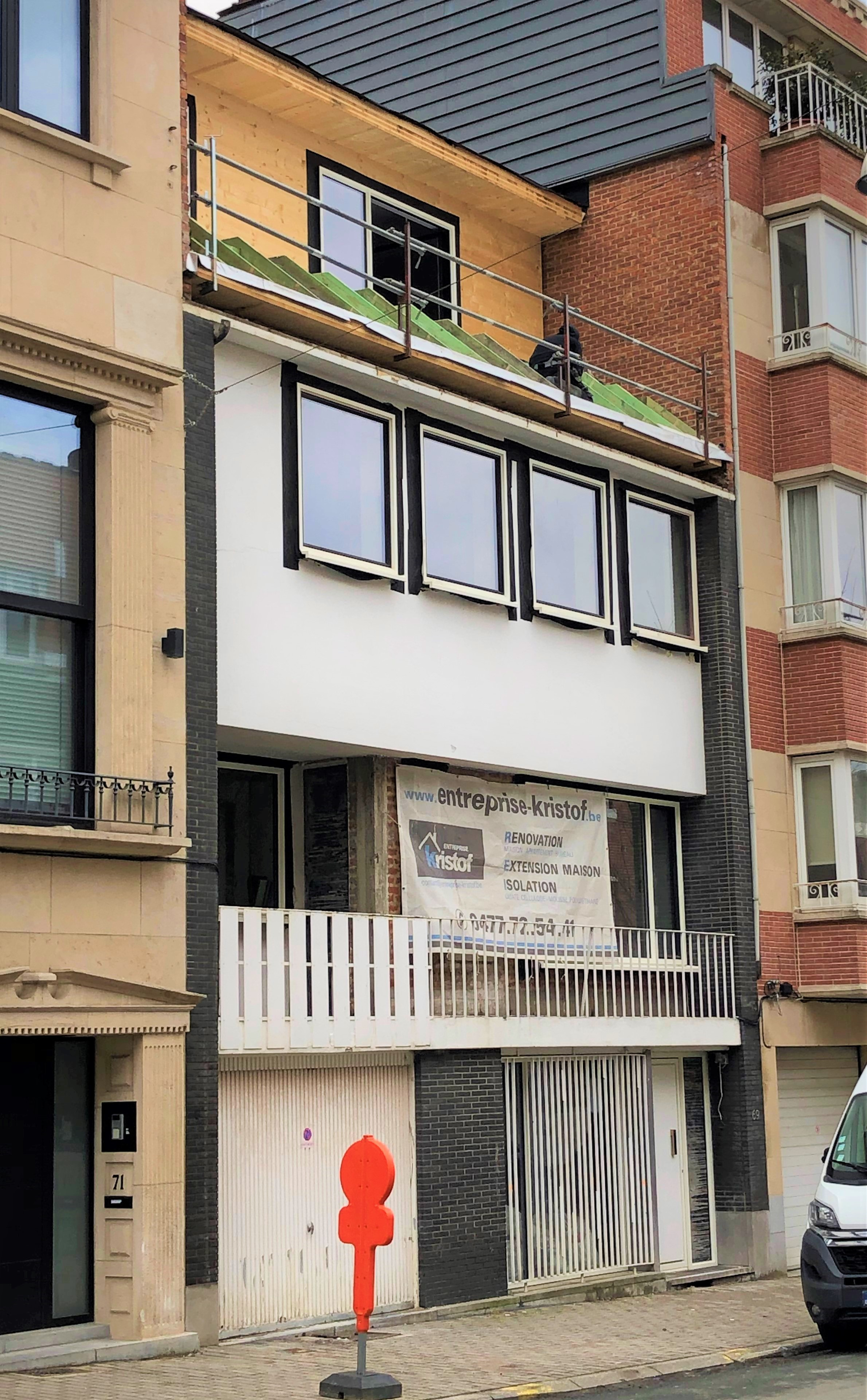
Simone Guillissen-Hoa, Maison Tenzer, Rue Général Lotz 69, Uccle, Brussel
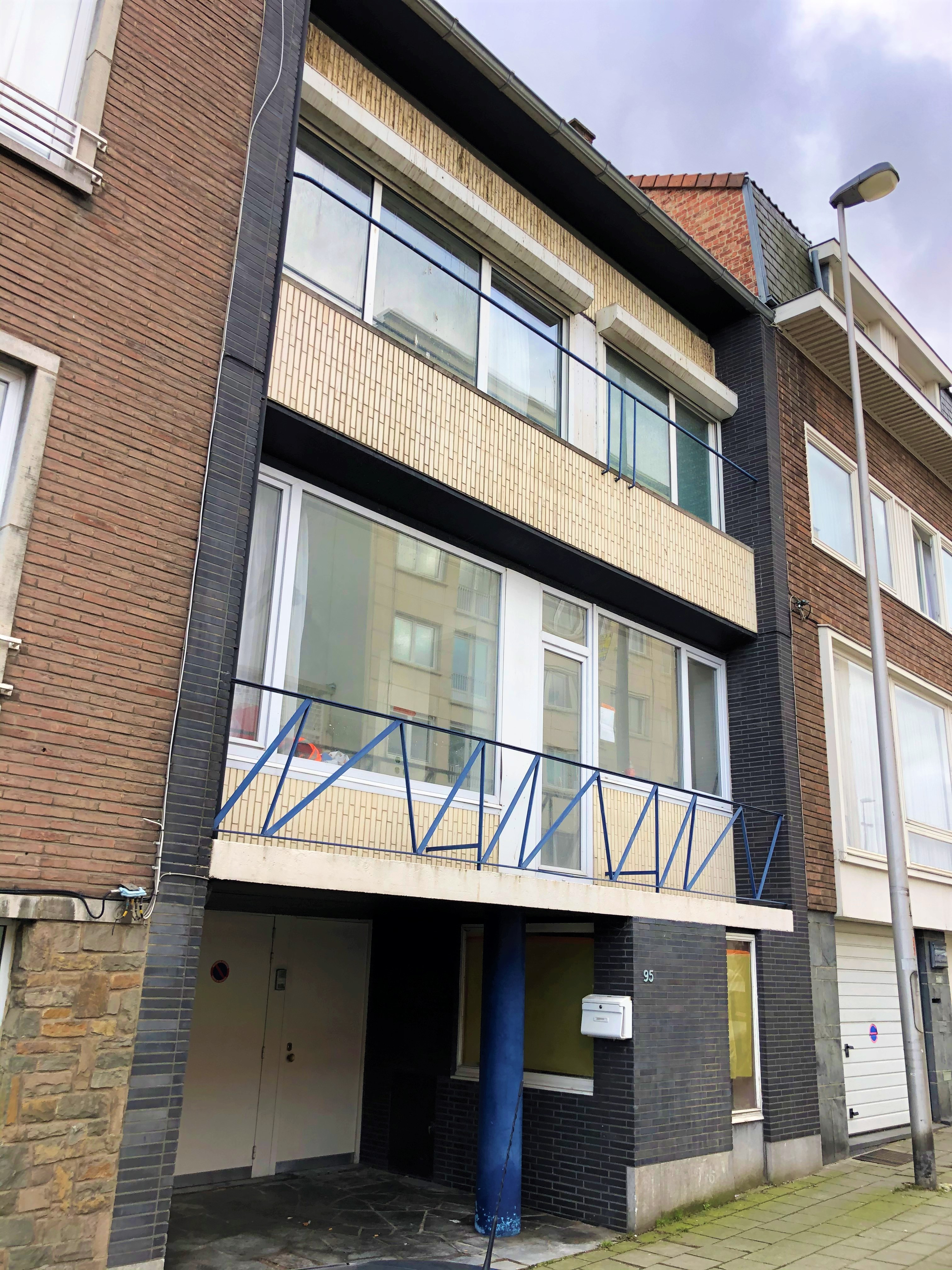
Simone Guillissen-Hoa, Maison Watelet, Rue Tomberg 95, Woluwe-Saint-Lambert, Brussel
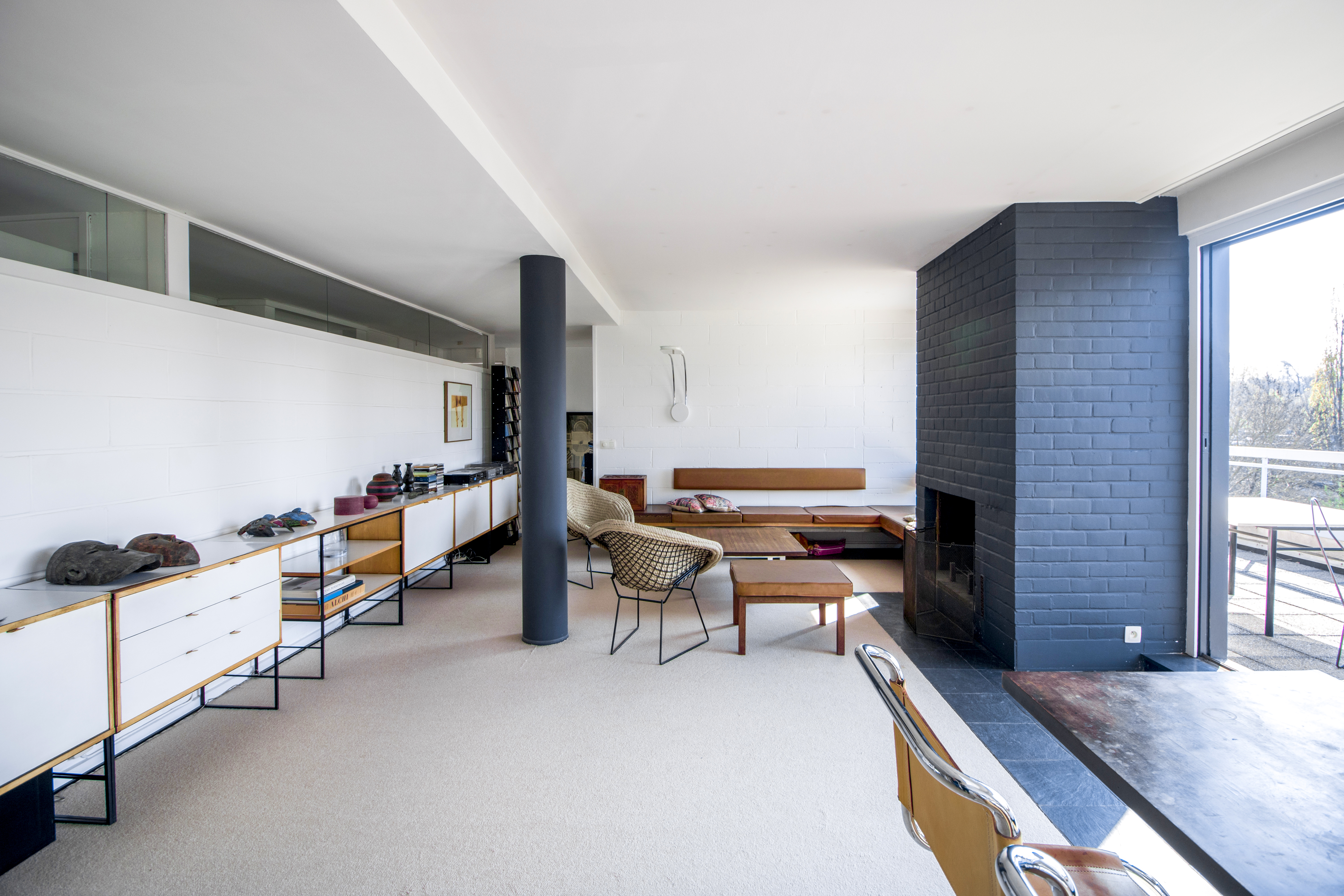
Personal apartment of Simone Guillissen Hoa - Living Room

## Prix et distinctions
Simone Guillissen-Hoa a connu une réelle reconnaissance des critiques et architectes de son époque, elle est souvent l'unique femme citée dans les recueils d'architecture moderne belge et a remporté un certain nombre de récompenses et prix pour son travail :
- 1939 : primée au concours de Mobilier Type à Zurich ;
- 1942 : primée au concours Art et Industrie ;
- 1945 : primée au concours de Jette du Centre social ;
- 1952 : troisième et quatrième mentions  au prix Van de Ven ;
- 1963 : première mention ex-aequo  au prix Van de Ven.